# Qmusic (Vlaanderen)
Qmusic (voorheen weergegeven als Q-music) is een Belgisch, commercieel radiostation van mediabedrijf DPG Media. Anno 2023 is Qmusic de grootste commerciële radiozender en de tweede grootste radiozender van Vlaanderen. Volgens de meest recente luistercijfers van het Centrum voor Informatie over de Media (januari-april 2023) behaalt de zender op dagbasis een gemiddeld marktaandeel van 12,8%. De Belgische Qmusic is ook te ontvangen in Nederlands Limburg.
De zender speelt vooral populaire muziek. Sinds 20 februari 2012 worden alle activiteiten in de radiostudio gefilmd en live uitgezonden via de website, een eigen tv-kanaal op Telenet Digital TV en een mobiele applicatie voor de smartphone. Later zijn daar ook Proximus Pickx en VTM GO bijgekomen. Het is de populaire commerciële radiozender, met eind 2023 een marktaandeel van 14,5%.

## Geschiedenis

### 2001-2015: Q-music - Q is good for you
Q-music ging op 12 november 2001 om 6 uur landelijk in de ether. Twee maanden eerder was de omroep samen met 4fm (later JOE) erkend als nationale commerciële radio door de Vlaamse Gemeenschap. Om radio-ervaring op te doen, werkte de VMMa (nu DPG Media geheten) tot 31 mei 2003 samen met lokale radiostations voor TOPradio en Radio Mango.
De eerste ‘officiële’ uitzending op Q-music om 6 uur ‘s ochtends was de Deckers en Ornelis Ochtendshow met Erwin Deckers en Sven Ornelis, maar eigenlijk startten de dj's al rechtstreekse proefuitzendingen vanaf zaterdag 10 november.
Het ochtendprogramma, dat eerder al succesvol liep op het toenmalige concurrerende radiostation Radio Donna en mede aan de basis lag van het marktleiderschap van die zender, moest na de overstap van Deckers en Ornelis ook de stuwende kracht achter Q-music worden, wat lukte. Tot aan de zomer van 2015 bleef Sven Ornelis hetzelfde ochtendblok presenteren, zij het met een andere co-presentator nadat Deckers in 2008 voor een functie achter de schermen koos. Van het najaar 2008 tot en met het voorjaar 2014 vormde Ornelis een duo met Kürt Rogiers en vanaf het najaar 2014 met Maarten Vancoillie.
In het voorjaar van 2006 trok Q-music Wim Oosterlinck aan, de toenmalige sterkhouder van concurrent Studio Brussel. Oosterlinck was sindsdien op Q-music 9 jaar lang de vaste presentator tijdens de avondspits.

### 2015-2019: Qmusic - You make us Q
Op 31 augustus 2015 volgde een grote vernieuwing van de zender, waarbij onder meer de schrijfwijze van de naam werd veranderd in Qmusic (dus zonder streepje) en er met You make us Q een nieuwe slagzin werd geïntroduceerd. Ook het programmaschema werd daarbij grondig vernieuwd. Zo nam Sven Ornelis afscheid van de ochtendshow en verdween Wim Oosterlinck uit de avondspits. Met Sam De Bruyn werd opnieuw een sterkhouder van concurrent Studio Brussel aangetrokken om een dagelijks programma in de spits te presenteren. Ook An Lemmens stapte over. Er wordt ook meer ingezet op interactie met de luisteraars, onder meer vanuit een nieuw dagelijks verzoekprogramma op het middaguur.

### 2019-heden: Qmusic - Q Sounds Better With You
In september 2019 kwam er met Q Sounds Better With You alweer een nieuwe slagzin. Tezelfdertijd werden de jingles vernieuwd alsook de visuele vormgeving van de website en het televisiekanaal. In december 2019 nam Qmusic afscheid van Bart-Jan Depraetere, de laatste van de oorspronkelijke presentatoren die nog op de zender te horen was. In juni 2020 zwaaide ook Wim Oosterlinck af. In november 2020 vertrok Sam De Bruyn.
In september 2021 werden onder anderen Tom De Cock, Regi Penxten (beiden ex-MNM) en Armin van Buuren nieuwe stemmen. Later kwam daar ook Lost Frequencies bij.

## Studio
Van november 2001 tot en met mei 2019 zond Qmusic uit vanuit de radiostudio op de tweede verdieping van het DPG Media-gebouw in Vilvoorde. De eerste jaren werd de redactieruimte gedeeld met de redactie van tv-zender JIM, daarna met die van radiozender Joe.
In mei 2019 verhuisde de studio naar het gelijkvloers naast de inkomhal van het gebouw.
Qmusic heeft twee studio's: een hoofdstudio en een reservestudio. De reservestudio wordt gebruikt om programma's voor te bereiden of opnames van podcasts.
Tijdens de coronacrisis werd er na wisseling van een programma regelmatig van studio gewisseld in verband met de hygiënemaatregelen.

## Medewerkers

### Channel managers
- Bert Geenen (2001-2003)
- Erwin Deckers (2003-2011)
- Wim Oosterlinck (2011-2012)
- Tom Klerkx (2012-2016)
- Sven Ornelis (2015-2016)
- Iwan Reuvekamp (2016-2018)
- Robin Vissenaekens (2018-2021)
- Michael Dujardin (2021-heden)

### Diskjockeys
- Ulrike D'hauwer (2021-heden)
- Liam D'hert (2022-heden)
- Dorothee Dauwe (2013-heden)
- Bert De Cock (2024-heden)
- Antje De Rop (2025-heden)
- Jana De Wilde[5] (2018-heden)
- DJ F.R.A.N.K (2022-heden)
- Vincent Fierens (2012, 2014-heden)
- Lost Frequencies (2022-heden)
- Karim Kediambiko (2023, 2024-heden)
- Yoren Linsen (2020-heden)
- Dorien Matthijs (2025-heden)
- Regi Penxten (2021-heden)
- Henri PFR[6] (2023-heden)
- Timo Piredda (2025-heden)
- Jolien Roets (2010-heden)
- Emma Salden (2021-heden)
- Ian Schelfaut (2024-heden)
- Jan Thans (2009-heden)
- Maarten Vancoillie (2010-heden)
- Matthias Vandenbulcke (2017-heden)
- Naomi Vanderpoorten (2021-heden)
- Vincent Vangeel (2010-heden)
- Julie Van den Steen (2021, 2024-heden)
- Liam Van Haverbeke (2023-heden)
- Voltage[6] (2023-heden)
- DJ Wout (2022-heden)
- Dimitri Wouters (2018-heden)

### Q-academy
Sinds 2008 biedt de zender met het project Q-academy op geregelde tijdstippen een aantal jongeren de kans om, na een auditieronde en verdere selectieprocedure, intern een opleiding tot radio-dj te komen volgen. Zij die de opleiding met succes voltooien, krijgen desgewenst een job als radiomaker. Veelal worden ze bij hun indiensttreding presentator van een nachtprogramma, waarna een verdere doorgroei naar een drukker beluisterd tijdstip tot de mogelijkheden behoort.
Van de huidige presentatoren op Qmusic hebben verscheidene hun job te danken aan voorgenoemde opleiding.

### Zenderstemmen
- Carl Schmitz (2001-2014)
- Marcia Bwarody (2015-2017)
- Sarah Mylle (2017-2019)
- Stijn Vandeputte (2017-2019)
- Serge De Marre (2019)
- Maureen Vanherberghen (2019-2023)
- Wim Oosterlinck (2020-heden)
- Ulrike D'hauwer (2023-heden)

## Evenementen

### Q-Party
Ongeveer eens per maand organiseert de zender de zogenaamde Q-Party, een grote fuif die telkens op een andere locatie in Vlaanderen wordt gehouden. De avond wordt gevuld door dj-sets van Qmusic-presentatoren, heden steeds Dimitri Wouters, DJ F.R.A.N.K. en DJ Wout.

### Foute Party
Een vaste waarde in de programmatie van de zender is Het Foute Uur, een programmablok van een uur dat volledig in het teken staat van zogeheten foute muziek. Die lijn wordt op de laatste werkdag voor de zomervakantie doorgetrokken. Overdag wordt dan een hitlijst uitgezonden met foute nummers, getiteld De Foute 128, sinds 2019 uitgebreid naar De Foute 528 en sinds 2021 naar De Foute 728 die de hele laatste werkweek loopt. Het geheel wordt op vrijdagavond afgesloten met de Foute Party, een groot publieksfeest met foute muziek, dat ruimte biedt aan zo'n 20.000 bezoekers. Doorheen de jaren is de Foute Party wisselend georganiseerd in Flanders Expo in Gent en in de Ethias Arena in Hasselt.
In 2020 werd de Foute Party omwille van de actuele Coronapandemie niet als een fysiek toegankelijk evenement georganiseerd. Wel werd een rechtstreekse radio- en televisie-uitzending gemaakt met als titel Foute Party in Quarantaine met daarin de gebruikelijke combinatie van dj-sets en muzikale optredens. Ook in 2021 ging de Foute Party niet door, opnieuw door de actuele Coronapandemie. In maart 2022 werd de terugkeer van de Foute Party aangekondigd, deze keer in het Sportpaleis in Antwerpen.

### Q-Beach House
Sinds 2006 maakt de zender in juli en augustus elke dag tussen 10 uur en 22 uur radio vanuit een tijdelijke radiostudio op het strand in Oostende, die het Q-Beach House wordt genoemd. Behalve de radiostudio is er ook een bar met terras voorzien, waar iedereen vrijblijvend kan langskomen. Rondom de studio doen luidsprekers de radio-uitzending weerklinken op het terras en het aanpalende strandgedeelte.
Bij mooi weer trekken de presentatoren tijdens de uitzendingen soms ook het terras, het strand of de zeedijk op om in interactie te treden met luisteraars en passanten en bijvoorbeeld een wedstrijd te organiseren. 's Avonds bij zonsondergang wordt op het strand geregeld een Sunset Concert georganiseerd, een optreden van een populaire artiest of muziekband. In de zomers van 2013, 2014 en 2015 was er elke vrijdagavond een Que Pasa Party.
In 2020 werden plannen voor een nieuwe editie van het Q-Beach House geannuleerd omwille van de actuele Coronapandemie. In plaats daarvan wordt tijdens de zomer zes weken lang de Q-Hot Spot georganiseerd, een kleinschaliger evenement waarbij wederom elke dag tussen 6 uur en 22 uur radio wordt gemaakt vanuit een tijdelijke studio, die ditmaal is gevestigd in het Maria Hendrikapark in Oostende. Het toegelaten publieksaantal is hierbij ingeperkt en er wordt geen drank- en eetgelegenheid meer voorzien. In 2021 keerde het Q-Beach House terug, opnieuw vanop het strand in Oostende. Omwille van de heersende maatregelen omwille van de actuele Coronapandemie gingen er echter geen Sunset Concerten door en waren de plaatsen op het terras iets beperkter.

### The Qube
Qmusic nodigt regelmatig artiesten uit om een gratis concert te geven voor een zeer beperkt aantal luisteraars. Deze concerten vinden buiten de ether plaats in The Qube, een ruimte grenzend aan de radiostudio. Veelal worden de tickets weggegeven aan de hand van een wedstrijd.

### Rode Neuzen Dag
Qmusic was van 2015 tot en met 2021 een van de medeorganisatoren van de (twee)jaarlijks terugkerende goededoelactie Rode Neuzen Dag. De zender riep zijn luisteraars dan op om allerlei (ludieke) geldinzamelacties te organiseren. Naar aanloop van het einde van de actie, wordt ook telkens een reeks speciale radio-uitzendingen gemaakt. In 2015 was dit in de vorm van een marathonuitzending van 40 uur, terwijl in 2016 negen dagen lang overdag op een openbare locatie werd gepresenteerd. In 2018 werd tien dagen lang de Rode Neuzen Dag Top 1000 uitgezonden, een hitlijst waarin de posities werden bepaald door gelddonaties van de luisteraars. In 2020 en 2021 was er tien uur lang alleen maar live muziek te horen op de zender.

### Het Geluid

#### Algemeen
Het Geluid is een actie die jaarlijks begint rond begin september en tot in het najaar is te horen.
Bij dit spel hebben medewerkers van de zender een geluid opgenomen door een bepaalde handeling uit te voeren. Het geluidsfragment is tijdens de actieperiode elk uur op Qmusic te horen. Enkel de jury weet de oplossing. De jury blijft anoniem, maar er zitten in elk geval geen dj's in. Iedere ronde laat iemand van de jury via de hoofdtelefoon van de dienstdoende dj weten of het gegeven antwoord goed of fout is.
De jackpot begint meestal bij 2.500 euro en stijgt bij elk fout antwoord met 100 euro. Om mee te doen moet men zich dagelijks aanmelden via de Qmusic-app op de manier zoals door Qmusic wordt gecommuniceerd. Vroeger moest men een SMS sturen naar de studio en deze bleef dan de gehele actieperiode geldig. Elk uur, op weekdagen van 6:00 tot 19:00 uur, wordt er uit alle aanmeldingen 1 persoon gebeld en deze krijgt 1 kans om te raden. Is het antwoord goed, dan wint diegene de jackpot. Alle foute antwoorden zijn terug te lezen op de site en in de app van Qmusic. Als het geluid lange tijd niet wordt geraden, deelt het radiostation hints uit. Is het geluid geraden, dan volgt er de volgende dag een nieuw geluid of stopt het spel.
Typerend in de reclame-uitingen van Het Geluid, bijvoorbeeld op de posters in abri's en in de televisiereclames, is de hengel met een grote rode microfoon met Qmusic logo. In de televisiespotjes is vaak ook de opgave te horen.
SuperRonde
In deze ronde worden drie luisteraars achter elkaar gebeld die allemaal een raadpoging krijgen. Zit het goede antwoord er niet tussen, dan stijgt de jackpot dus met 300 euro.

#### Verdubbel je kans
Deze ronde wordt in 2023 elke ochtend om 9:30 uur gespeeld. De luisteraar die op dat moment wordt gebeld krijgt het recht op twee raadpogingen.

## Hitlijsten
- Wekelijkse tops:
  - Q-Top 40 (2020 - heden)
  - Worldwide Club 20 (2021 - heden)
- Jaarlijkse tops:
  - De Foute 128, sinds 2021 De Foute 728[13]
  - I Love the 90's Top 500 (2013 - heden)
  - Q-Top 1000 (2020 - heden)

Vroeger:
- Wekelijkse tops:
  - Favoriete 40 (2015 - 2019)
  - Favoriete 100 (2019 - 2020)
  - Top 40 Hitlist (2009 - 2019)
  - Global Top 30 (2019 - 2020)
  - iTunes Top 30 (2010 - 2013)
  - iTunes Top 40 (2013 - 2015)
- Jaarlijkse tops:
  - Millennium Top 1000 (2010 - 2013)
  - Rock 100 (2008 - 2016)
  - Top 500 van de Zomer (2015 - 2020)
  - I Love the 10's Top 500 (2020)
  - Top 500 van de 00's (2014 - 2020)

## Pay-off
Voorheen:
- Niks dan goeie muziek (2001-2002)
- Q is good for you (2002-2015)
- Summertime Feels Good (zomer, 2008-2011)
- Celebrate Good Times (kerst, 2008-2011)
- Maximum Hit Music (2009-2015)
- Love the summer (zomer, 2012-2015)
- You make us Q (2015-2019)
- You make the magic (kerst, 2016-2018)
- You make the summer (zomer, 2016-2019)
- Summer is here (zomer, 2020)[14]
- All I want for Christmas is Q (kerst, 2020-2021)

Huidig:
- Q sounds better with you (2020-heden)
- Maximum hits (2020-heden)
- Maximum weekend (weekend, 2020-heden)
- Maximum summer (zomer, 2021-heden)
- Celebrate Good Times (kerst, 2022-heden)

## Televisiekanaal
Het digitale televisiekanaal van Qmusic (vroeger vaak Kanaal 39 genoemd) startte op 20 februari 2012 met uitzenden. Op de zender zijn live-beelden vanuit de radiostudio, Twitter- en Instagram-updates, videoclips, weerberichten en meer te zien. Verder worden er ook beelden van evenementen uitgezonden zoals het Q-Beach House en de Foute Party. Het kanaal is te bekijken via digitale tv van Telenet, Proximus, de Q-app, Apple TV, VTM GO en via de website van Qmusic.

## Alle Kanalen Qmusic
- Qmusic
- Q-Foute Radio - Proud to be fout
- Q-Allstars - De beste classics van Q